# أرماند أوزوالد
أرماند أوزوالد هي رسامة سويسرية، ولدت في 7 يوليو 1940 في نوشاتيل في سويسرا.